# Maxime Bôcher
Pour les articles homonymes, voir Bocher.
Maxime Bôcher (28 août 1867 - 12 septembre 1918) est un mathématicien américain, auteur de plus de 100 articles sur les équations différentielles, les séries et l'algèbre. Il est également l'auteur de manuels comme sa Trigonométrie et sa Géométrie analytique. Le théorème de Bôcher, l'équation de Bôcher et le Bôcher Memorial Prize rappellent son œuvre.

## Biographie
Bôcher est né à Boston (Massachusetts) de Caroline Little et d'un professeur de langues vivantes au Massachusetts Institute of Technology, Ferdinand Bôcher (1832–1902), qui obtint le poste de professeur de français à Harvard en 1872. Son grand-père Ferdinand-Jules Bôcher était un homme d'affaires de Caen.
Bôcher reçut une excellente éducation de ses parents. Diplômé de la Cambridge Rindge and Latin School au Massachusetts (1883), il obtint son premier diplôme de l'université Harvard en 1888. Dans cette dernière université, il suivit les cours les plus variés, depuis les mathématiques au latin, en passant par la chimie, la philosophie, la zoologie, la géographie, la géologie, la météorologie, l'art roman et la musique.
Bôcher obtint de nombreuses bourses, qui lui permirent de poursuivre ses études en Europe. Göttingen était alors le haut-lieu des mathématiques, et Bôcher put y suivre les conférences de Felix Klein, Schönflies, Schwarz, Schur et Voigt. Il soutint sa thèse de doctorat en 1891 Sur les développements en série appliqués à la théorie du potentiel, sujet qui lui avait été proposé par Klein. Ce travail fut primé par l'université allemande.
À Göttingen il fit connaissance avec Marie Niemann, et ils se marièrent au mois de juillet 1891. Ils eurent trois enfants : Helen, Esther, et Frederick. Il repartit aux États-Unis avec sa famille et fut recruté comme maître de conférences par l'université Harvard. En 1894, grâce à sa production académique, il était promu professeur-assistant, et devint professeur titulaire de mathématiques en 1904. Il fut élu président de l'American Mathematical Society de 1908 à 1910.
La fragilité de sa santé se manifesta peu de temps après. Il mourut dans sa maison de Cambridge au terme d'une longue agonie.

## Le théorème de Bôcher
Le théorème de Bôcher énonce que les racines simples de la dérivée {\displaystyle r'(z)} d'une fonction rationnelle non-constante {\displaystyle r(z)}, qui ne sont pas des racines multiples de {\displaystyle r(z)}, sont les positions d'équilibre dans le potentiel newtonien créé par des particules de masse positive, situées aux zéros de {\displaystyle r(z)} et des particules de masse négative, placées aux pôles de {\displaystyle r(z)}, de masses numériquement égales à leurs multiplicités respectives.

## L'équation de Bôcher
L'équation de Bôcher est une équation différentielle ordinaire du second ordre :
{\displaystyle y''+{\frac {1}{2}}\left[{\frac {m_{1}}{x-a_{1}}}+\cdots +{\frac {m_{n-1}}{x-a_{n-1}}}\right]y'+{\frac {1}{4}}\left[{\frac {A_{0}+A_{1}x+\cdots +A_{\ell }x^{\ell }}{(x-a_{1})_{1}^{m}(x-a_{2})_{2}^{m}\cdots (x-a_{n-1})_{n-1}^{m}}}\right]y=0.}

## Le prix Bôcher
Le Bôcher Memorial Prize est décerné tous les cinq ans par l'American Mathematical Society pour récompenser les recherches en analyse mathématiques publiées dans une revue académique nord-américaine.
Parmi les récipiendaires, il y a lieu de mentionner les noms de James W. Alexander II (1928), Eric Temple Bell (1924), George D. Birkhoff (1923), Paul Cohen (1964), Solomon Lefschetz (1924), Marston Morse, Norbert Wiener (1933), et John von Neumann (1938).

## Œuvres
Bôcher a écrit une Introduction to Higher Algebra (1907) et Introduction to the Study of Integral Equations (1909). Il fut l'un des éditeurs des Annals of Mathematics, des Transactions of the American Mathematical Society, et un collaborateur de l'Enzyklopädie der mathematischen Wissenschaften. Son dernier manuel, écrit en français, s'intitule Leçons sur les méthodes de Sturm dans la théorie des équations différentielles linéaires et leurs développements modernes (vers 1917).